# Rue Charles-Delescluze
La rue Charles-Delescluze est une voie du 11e arrondissement de Paris, en France.

## Situation et accès

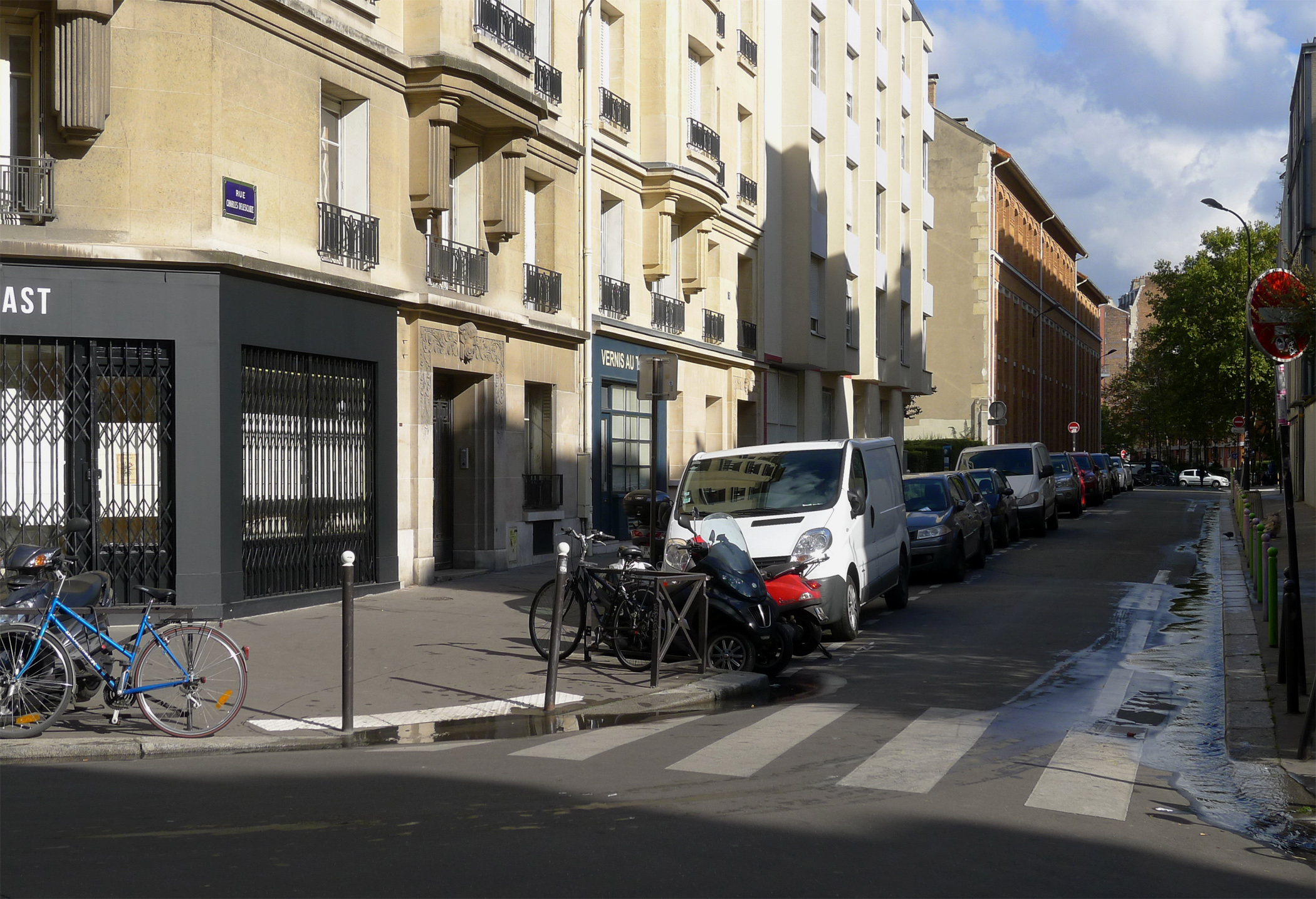
Rue vue de la rue Trousseau.

La rue Charles-Delescluze est une voie publique située dans le 11e arrondissement de Paris. Longue de presque 150 mètres et large de 12, elle débute au 48, rue Trousseau et se termine au 27, rue de la Forge-Royale. C'est une voie rectiligne, parallèle aux rues de Charonne et du Faubourg-Saint-Antoine qui l'encadrent respectivement au nord et au sud. Du côté de ses numéros pairs, la rue rencontre le passage Saint-Bernard.
Son bâti, lié à la structuration récente d'un passage plus ancien, ne possède que des immeubles des XXe et XXIe siècles. À son intersection avec la rue Trousseau se trouve un jardin associatif. En face, un immeuble construit sur les plans de l'architecte Marcel Marchand.

## Origine du nom
Son nom honore le journaliste et communard Charles Delescluze (1809-1871).

## Historique
La rue Charles-Delescluze est ouverte en 1924 en absorbant la partie du passage Saint-Bernard qui débouchait rue Saint-Bernard et rue de la Forge-Royale.
En 2025, le Conseil de Paris vote l'apposition au no 1 d'une plaque commémorative en hommage au chanteur Daniel Darc (1959-2013),.

## Bâtiments remarquables et lieux de mémoire
- no 1 : immeuble Art déco de 1934 (architecte Marcel Marchand) [4].

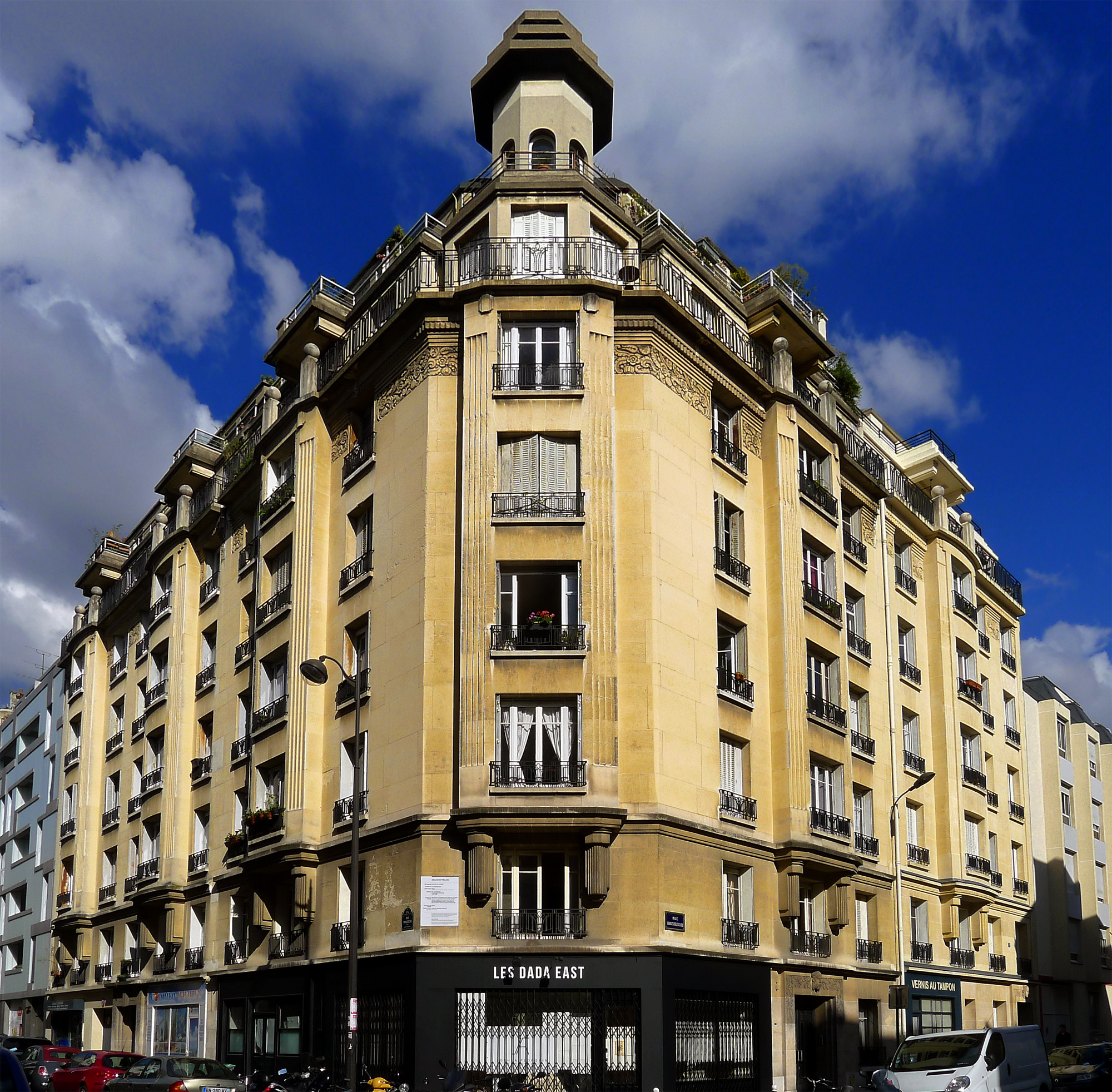
Immeuble Art déco à l'angle de la rue Trousseau (architecte Marcel Marchand).